# TRXYE
Albums de Troye Sivan
June Haverly
(2012) Wild
(2015)
Singles
1. Happy Little Pill
Sortie : 25 juillet 2014

TRXYE est le troisième (et premier édité par un major) EP du chanteur australien Troye Sivan, sortie le 15 août 2014 en téléchargement numérique partout dans le monde et en CD dans une sélection de pays dont la France sous le label EMI Music.

## Production
Le 11 juin 2013, Troye Sivan signe un contrat avec la maison de disque EMI Music Australia mais ne l'annoncera seulement un an plus tard. Le 26 juin 2014 à la VidCon se déroulant au Anaheim Convention Center en Californie, il annonce qu'il sortira le 15 août 2014 un EP de cinq chansons puis plus tard dans une vidéo sur sa chaine YouTube il révèle le titre, la couverture ainsi que le contenu de l'EP.

## Singles
La chanson The Fault in Our Stars est sortie le 5 mai 2013 mais n'est pas considérée comme un single issu de l'EP. La version sortie en 2013 est différente de la version 2014 qui est une version spécialement ré-enregistrée pour la sortie de l'EP.
Le premier single officiel, Happy Little Pill est sorti le 25 juin 2014. Il est entré dans les charts dans 13 pays dont les États-Unis où il a été numéro 92 du classement Billboard Hot 100. Le single a aussi été disque d'or en Australie grâce aux 35,000 copies vendues ce qui en fait le premier disque d'or de Troye Sivan.

## Ventes
TRXYE a connu un certain succès assez surprenant un peu partout dans le monde. Lors de sa sortie aux États-Unis, il a débuté directement à la 5e place du classement Billboard 200 et permet à Troye Sivan d'avoir un premier album Top 10. Dans le reste du monde, l'EP a été numéro 1 sur iTunes dans 66 pays dont la France.

## Liste des titres
| No | Titre                          | Auteur                                | Durée |
| -- | ------------------------------ | ------------------------------------- | ----- |
| 1. | Happy Little Pill              | Troye Sivan, Brandon Rogers, Tat Tong | 3:44  |
| 2. | Touch                          | Troye Sivan, Thomas Rawle             | 3:35  |
| 3. | Fun                            | Troye Sivan, Alex Hope, Lindsay Rimes | 3:26  |
| 4. | Gasoline                       | Troye Sivan, Paul Carter              | 3:25  |
| 5. | The Fault in Our Stars (MMXIV) | Troye Sivan                           | 3:12  |